# Степное (Оренбургская область)
Степное — село в Илекском районе Оренбургской области. Входит в состав Привольного сельсовета.

## История
В 1962 г. указом Президиума Верховного Совета РСФСР поселок отделения № 4 совхоза «Привольный» переименован в село Степное.

## Население
| 2010 |
| ---- |
| 50   |